# Triple Crown (NBA)
In NBA, la massima categoria americana di pallacanestro, la Triple Crown (in inglese "Triplice corona") è un riconoscimento simbolico che designa un giocatore che nello stesso anno riesce nell'impresa di vincere i tre più importanti premi della lega: MVP della regular season, MVP delle finals e titolo NBA.
Questo riconoscimento però è acquisibile solo dal 1969, anno di creazione del premio come miglior giocatore delle finali.
C'è un altro metodo per vincere la tripla corona, molto più difficile e molto più raro. Si tratta della Triple Crown MVP, e oltre ai due titoli, MVP della regular season e MVP delle finali, si aggiunge il titolo di MVP dell'All-Star Game. E in questo caso però non viene considerato il titolo NBA.
In tutto sono dieci i giocatori ad aver raggiunto tale impresa, e solo tre giocatori hanno ottenuto il difficile riconoscimento più di una volta: Larry Bird, LeBron James e Michael Jordan.

## Albo d'oro
|  | Eletti nella Basketball Hall of Fame |

| Stagione  | Giocatore               | Nazionalità         | Squadra            |
| --------- | ----------------------- | ------------------- | ------------------ |
| 1969-1970 | Willis Reed             | Stati Uniti         | N.Y. Knicks        |
| 1970-1971 | Kareem Abdul-Jabbar     | Stati Uniti         | Milwaukee Bucks    |
| 1982-1983 | Moses Malone            | Stati Uniti         | Philadelphia 76ers |
| 1983-1984 | Larry Bird              | Stati Uniti         | Boston Celtics     |
| 1985-1986 | Larry Bird              | Stati Uniti         | Boston Celtics     |
| 1986-1987 | Magic Johnson           | Stati Uniti         | L.A. Lakers        |
| 1990-1991 | Michael Jordan          | Stati Uniti         | Chicago Bulls      |
| 1991-1992 | Michael Jordan          | Stati Uniti         | Chicago Bulls      |
| 1993-1994 | Hakeem Olajuwon         | Nigeria Stati Uniti | Houston Rockets    |
| 1995-1996 | Michael Jordan          | Stati Uniti         | Chicago Bulls      |
| 1997-1998 | Michael Jordan          | Stati Uniti         | Chicago Bulls      |
| 1999-2000 | Shaquille O'Neal        | Stati Uniti         | L.A. Lakers        |
| 2002-2003 | Tim Duncan              | Stati Uniti         | San Antonio Spurs  |
| 2011-2012 | LeBron James            | Stati Uniti         | Miami Heat         |
| 2012-2013 | LeBron James            | Stati Uniti         | Miami Heat         |
| 2024-2025 | Shai Gilgeous-Alexander | Canada              | Oklahoma Thunder   |

I giocatori in grassetto sono i cestisti ancora in attività nella lega.

## Triple Crown MVP
|  | Eletti nella Basketball Hall of Fame |

| Stagione  | Giocatore        | Nazionalità | Squadra       |
| --------- | ---------------- | ----------- | ------------- |
| 1969-1970 | Willis Reed      | Stati Uniti | N.Y. Knicks   |
| 1995-1996 | Michael Jordan   | Stati Uniti | Chicago Bulls |
| 1997-1998 | Michael Jordan   | Stati Uniti | Chicago Bulls |
| 1999-2000 | Shaquille O'Neal | Stati Uniti | L.A. Lakers   |

## Plurivincitori
| Giocatore      | Squadra        | Numero | Stagione                                   |
| -------------- | -------------- | ------ | ------------------------------------------ |
| Michael Jordan | Chicago Bulls  | 4      | 1990-1991, 1991-1992, 1995-1996, 1997-1998 |
| Larry Bird     | Boston Celtics | 2      | 1983-1984, 1985-1986                       |
| LeBron James   | Miami Heat     | 2      | 2011-2012, 2012-2013                       |

## Vittorie per franchigia
| Club               | Numero | Giocatori                      | Stagione                                   |
| ------------------ | ------ | ------------------------------ | ------------------------------------------ |
| Chicago Bulls      | 4      | Michael Jordan                 | 1990-1991, 1991-1992, 1995-1996, 1997-1998 |
| Boston Celtics     | 2      | Larry Bird                     | 1983-1984, 1985-1986                       |
| L.A. Lakers        | 2      | Magic Johnson Shaquille O'Neal | 1986-1987, 1999-2000                       |
| Miami Heat         | 2      | LeBron James                   | 2011-2012, 2012-2013                       |
| N.Y. Knicks        | 1      | Willis Reed                    | 1969-1970                                  |
| Milwaukee Bucks    | 1      | Kareem Abdul-Jabbar            | 1970-1971                                  |
| Philadelphia 76ers | 1      | Moses Malone                   | 1982-1983                                  |
| Houston Rockets    | 1      | Hakeem Olajuwon                | 1993-1994                                  |
| San Antonio Spurs  | 1      | Tim Duncan                     | 2002-2003                                  |
| Oklahoma Thunder   | 1      | Shai Gilgeous-Alexander        | 2024-2025                                  |